# The Persian Version
The Persian Version es una película de comedia dramática estadounidense de 2023 dirigida y escrita por Maryam Keshavarz. La película está protagonizada por Layla Mohammadi, Niousha Noor, Bijan Daneshmand, Bella Warda y Tom Byrne. Sigue las luchas de una joven iraní-estadounidense que a menudo está en desacuerdo con su familia, particularmente con su madre.
La película tuvo su estreno mundial en el Festival de Cine de Sundance el 21 de enero de 2023, donde ganó dos premios, incluido el Premio del Público a la Competencia Dramática de Estados Unidos. Tuvo un estreno limitado en cines en los Estados Unidos por Sony Pictures Classics y Stage 6 Films el 20 de octubre de 2023.

## Sinopsis
Mientras su padre se recupera de un trasplante de corazón, una joven cineasta iraní-estadounidense choca con su madre y descubre un secreto familiar.

## Reparto
- Layla Mohammadi como Leila
  - Chiara Stella como la joven Leila
- Niousha Noor como Shireen
  - Kamand Shafieisabet como la joven Shireen
- Bijan Daneshmand como Ali Reza Jamshidpour
  - Shervin Alenabi como el joven Ali Reza Jamshidpour
- Bella Warda como Mamanjoon
  - Sachli Gholamalizad como el joven Mamanjoon
- Jerry Habibi como Abbas
- Arty Froushan como Majid
- Andrew Malik como Eman
- Tom Byrne como Maximillian Balthazar
- Samuel Tehrani como Shivaz

## Estreno
The Persian Version tuvo su estreno mundial en el Festival de Cine de Sundance el 21 de enero de 2023. Recibió una gran ovación del público. Poco después, Sony Pictures Classics adquirió los derechos de distribución de la película.
La película tuvo un estreno limitado en cines en los Estados Unidos el 20 de octubre de 2023. Anteriormente estaba programada para el 13 de octubre, antes de ser trasladada una semana después para evitar la competencia con la película de concierto Taylor Swift: The Eras Tour.